# Randy St. Claire
Randy Anthony St. Claire (né le 23 août 1960 à Glens Falls, New York, États-Unis), est un lanceur de relève droitier ayant joué dans les Ligues majeures de baseball pendant 9 saisons, de 1984 à 1994. Il devient instructeur des lanceurs après sa retraite comme joueur.

## Carrière

### Joueur
Randy St. Claire signe un premier contrat professionnel comme agent libre avec les Expos de Montréal en 1978. Il fait ses débuts dans les majeures le 11 septembre 1984 et joue pour cette équipe jusqu'en 1988, année où il est transféré en juillet aux Reds de Cincinnati. Les Expos cèdent également le receveur Jeff Reed et le voltigeur Herm Winningham en retour du voltigeur Tracy Jones et du lanceur Pat Pacillo.
St. Claire joue en 1989 pour les Twins du Minnesota. Après une saison hors des majeures, il revient avec les Braves d'Atlanta, champions de la Ligue nationale en 1991 et 1992. Après une autre année hors des majeures, il lance brièvement en 1994 pour les Blue Jays de Toronto.
En 162 parties et 252 manches lancées dans les Ligues majeures, le lanceur droitier montre un dossier de 12 victoires et 6 défaites, avec 9 sauvetages, 160 retraits sur des prises et une moyenne de points mérités de 4,14.

### Instructeur
En décembre 2002, Randy St. Claire est engagé comme entraîneur des lanceurs par les Expos de Montréal. Il demeure avec la franchise lors de son déménagement à Washington après la saison de baseball 2004. Les Nationals le libèrent de ses fonctions en juin 2009.
Engagé fin 2009, St. Claire est à partir de la saison 2010 l'entraîneur des lanceurs des Marlins de Miami. Il perd son poste le 23 octobre 2012 lorsque le gérant Ozzie Guillén et plusieurs instructeurs de l'équipe sont congédiés après une décevante saison. Il est par la suite interviewé pour un poste d'instructeur des lanceurs chez les Red Sox de Boston mais sa candidature n'est pas retenue.

## Vie personnelle
Randy St. Claire est le fils d'Ebba St. Claire, un receveur ayant joué dans les Ligues majeures de 1951 à 1954. Son jeune frère Steve St. Claire a joué au baseball comme joueur de champ extérieur avec des clubs de ligues mineures affiliés aux Expos de Montréal de 1984 à 1988, sans jamais atteindre les majeures.